# دین وینچستر
دین وینچستر (به انگلیسی: Dean Winchester) (متولد ۲۴ ژانویه ۱۹۷۹ در لارنس، کانزاس) با بازی جنسن اکلس، یک شخصیت از دو شخصیت خیالی و اصلی سریال سوپرنچرال است که همراه سم وینچستر (با بازی جرد پدالکی) در تمامی قسمت‌های آن نقش آفرینی کرده‌است. مری وینچستر، مادر دین، توسط شیطانی به‌نام ازازل (با نام مستعار شیطان چشم‌زرد) کشته شده، وقتی که او مانع از وارد شدن خون شیطان به دهان سم شده‌است. ازازل، مری را به سقف آویخته، و سپس در شعله‌های آتش او را سوزاند. در همین زمان جان وینچستر، پدر سم و دین، سم را به دین داده و از او می‌خواهد که با تمام سرعتش، سم را از خانه خارج کند. جان، خانه خود را در لارنس، کانزاس به‌همراه پسرانش درست قبل از پنج سالگی دین ترک می‌کند.
وقتی که دین در سن ۶ یا ۷ سالگی بود، جان او را برای اولین بار به تیراندازی، بااستفاده از بطری به‌عنوان هدف تیر، برد. پس از مدتی جان با پسرانش به شهر ویسکانسین می‌روند و با تنها گذاشتن دین و سم در اتاقی در هتل، به شکار موجودی به نام اشتریگا (به انگلیسی: Shtriga) می‌رود. در همین زمان، دین از شدت خستگی به بیرون از اتاق هتل می‌رود و سم را در آنجا تنها می‌گذارد. پس از بازگشتش به اتاق، او متوجه حضور اشتریگا و حمله او به سم می‌شود؛ و در همین زمان جان پس از بازگشتش به هتل، او را از سم دور می‌کند. در ادامه، دین برای مدت زمان طولانی در تلاش برای دفاع از برادر خود، ناموفق می‌ماند.

## داستان

### فصل ۱
در این فصل دین ۲۶ سال دارد و به شکار موجودات فراطبیعی می‌پردازد، دین در قسمت یکم سرزده به خانهٔ سم می‌رود و به او اطلاع می‌دهد که پدرشان (جان وینچستر) چند روزی است که به خانه بازنگشته‌است و او و برادرش به‌سوی نجات مردم و همچنین به جستجوی پدرشان می‌روند، در قسمت «پوست» از این فصل دین و برادرش به شکار یک تغییرشکل‌دهنده می‌روند، تغییرشکل‌دهنده به‌شکل دین در می‌آید و شخصی را می‌کشد و پلیس به تغیب دین می‌پردازد، او پس از جستجوی تغییرشکل‌دهنده او را می‌یابد و آن را می‌کشد و همگان فکر می‌کنند دین مرده‌است و پلیس از تغیب او دست برمی‌دارد.
در قسمت‌های پایانی این فصل دین و برادرش پدرشان را می‌یابند و در پایان این فصل دین به‌همراه پدر و برادر کوچک‌ترش، سم برای کشتن شیطانی که مادر سم و دین و همسر جان را کشته می‌روند و در تصادفی دین به‌حالت کما فرو می‌رود.

### فصل ۲
پس از این‌که دین به حالت کما فرو می‌رود، پدرش جان با شیطان معامله‌ای می‌کند که در عوض جانش و همچنین کلتی که قابلیت کشتن شیطان‌ها را داشت، جان دین را نجات دهد. دین پس از این جریان حالش خوب می‌شود و به‌همراه برادرش سم به‌دنبال شیطانی می‌گردند که مسبب مرگ پدر و مادرشان بوده‌است و در این حین به نجات مردم نیز می‌پردازند. در قسمت آخر این فصل برادر دین، سم توسط یک نفر کشته می‌شود و دین برای این‌که دوباره زنده‌اش کند با شیطان معمله‌ای می‌کند که در عوض روحش و تنها فرصت ۱ ساله برای زندگی خودش (دین)، سم را دوباره زنده کند.

### فصل ۳
در این فصل سم و دین هر دو تلاش می‌کنند دین را از معامله دربیاورند و همچنین به مبارزهٔ جدی با شیطان‌ها می‌پردازند و درصدد بازپس‌گرفتن کلتی دارند که شیطان در پایان فصل اول از پدرشان گرفته بود، آن‌ها همچنین در طول این فصل با زنی زیبا به نام بلا تالبوت آشنا می‌شوند که او نیز درصدد گرفتن کلت از شیطان است. هم‌چنین دین و سم در این فصل با شیطانی به نام روبی روبه‌رو می‌شوند که به‌ظاهر قصد کمک به ایشان را دارد. در آخر این فصل دو برادر موفق به در آوردن دین از معامله و معامله با شیطان نمی‌شوند و دین به جهنم می‌رود.

### فصل ۴
پس از مدتی از این‌که دین به جهنم می‌رود، او به‌شکل عجیبی دوباره زنده می‌شود و به زمین بازمی‌گردد، وی و برادرش درصدد فهمیدن این موضوع برمی‌آیند و در آخر متوجه می‌شوند که دین توسط یک فرشته به نام کستیل نجات یافته‌است. فرشتگان به دین و سم می‌گویند که شیطان‌ها می‌خواهند قیامت را راه بیندازند و طلسم‌ها را بشکنند تا بدین‌وسیله لوسیفر که سال‌ها در جهنم بود را آزاد کنند و دین و سم در این راه به کمک فرشتگان می‌شتابند. در پایان این فصل روبی از سم سوءاستفاده می‌کند و باعث می‌شود که سم آخرین طلسم را که کشتن لیلیت است را بشکند و لوسیفر از جهنم آغاز می‌شود و آخرالزمان به‌راه می‌افتد.

### فصل ٥
در این فصل لوسیفر از قفس خود آزاد شده و با راه انداختن "آخرالزمان" و رسیدن به جنگ نهایی بین خیر و شر به دنبال نابودی انسان‌هاست. سم و دین پوسته‌های انسانی لوسیفر و مایکل هستند که با اعلام رضایتشان آن‌ها می‌توانند بدنشان را تسخیر کنند و جنگ نهایی رخ دهد.
در ابتدای فصل دین به شدت از سم عصبانی است و به او می‌گوید که دیگر نمی‌تواند به او اطمینان کند، کستیل کاری می‌کند که پسرها از دید تمام فرشتگان و لوسیفر مخفی بمانند و دین میفهمد که پوسته مایکل است. در قسمت دوم آن‌ها با الن، جو و دوست بابی، روفوس روبرو می‌شوند و دین متوجه می‌شود که با "جنگ" که یکی از "سواران آخرالزمان" است، مواجه هستند. پس از درگیری با مرگ پسرها او را شکست داده و حلقه او را می‌گیرند و سم اعلام می‌کند دیگر نمی‌خواهد به "شکار" ادامه دهد.در قسمت سوم دین و سم به‌طور مجزا به شکار ادامه میدهند و سم متوجه می‌شود که پوسته لوسیفر است.
در قسمت چهارم به نام «در پایان» زکریا به دین دسترسی پیدا می‌کند و او را به سال ٢٠١٤ میفرستد و دین با خودش در آینده روبرو می‌شود. دین آینده به او میگوید که سم به لوسیفر اجازه داده تا او را تسخیر کند و اکنون او میخواهد لوسیفر را بکشد ولی لوسیفر او را میکشد و به دین میگوید که هر اتفاقی بیفتددر آخر لوسیفر سم را تسخیر می‌کند و دین را خواهد کشت. دین به زمان حال برمیگردد و به سم میگوید پیش او بازگردد.

### فصل ۶
فصل ششم یک سال بعد از افتادن سم در چاله شروع می‌شود. در ابتدا دین شکار را کنار گذاشته و با لیزا و پسرش بن زندگی می‌کند. دین توسط یک جن مسموم می‌شود و وهم او شروع می‌شود که ناگهان سم او را نجات می‌دهد و بعد دین از خواب بیدار می‌شود و سم را سالم و زنده می‌بیند. سم به برادرش می‌گوید که نزدیک یک سال است برگشته و با پدربزرگش ساموئل به شکار می‌رود. پس از کشتن جن‌ها دین تصمیم می‌گیرد که به زندگی قبلی خود باز گردد و شکار را آغاز کند و همچنین می‌خواهد با لیزا و پسرش زندگی کند و از آن‌ها محافظت کند.